# 週刊マンガ世界の偉人
『週刊マンガ世界の偉人（しゅうかんマンガせかいのいじん）』は、朝日新聞出版が2012年1月17日に創刊した、分冊百科方式の週刊漫画雑誌。世界や日本の偉人の生涯を、有名漫画家の手による漫画作品で紹介する。当初は50号の予定だったが、30号延長され、2013年8月20日発売の80号で終刊した。
付録として50号までに、藤原カムイの作画による「世界史人物カード」が9枚（1冊辺り）添付される。漫画化されなかった人物も多く登場し、最低18枚集めることで対戦ゲームを楽しむことができる。51号からは各号の漫画家描き下ろしの「ポストカード」が添付される。

## リスト
※人物の表記は公式リリースをもとにした。
| 号 | 特集人物                 | 職業                 | 漫画執筆者       |
| -- | ------------------------ | -------------------- | ---------------- |
| 1  | エジソン                 | 発明家               | 水谷フーカ       |
| 2  | マザー・テレサ           | 慈善活動家           | 風屋カズヤ       |
| 3  | レオナルド・ダ・ヴィンチ | 芸術家               | 藤原カムイ       |
| 4  | 坂本竜馬                 | 幕末の志士           | 伊藤伸平         |
| 5  | モーツァルト             | 音楽家               | 浦地コナツ       |
| 6  | クレオパトラ             | 古代エジプト女王     | ねこだす         |
| 7  | アインシュタイン         | 物理学者             | 大井昌和         |
| 8  | マイケル・ジャクソン     | ミュージシャン       | 竹谷州史         |
| 9  | 織田信長                 | 戦国武将             | 日本橋恵太朗     |
| 10 | コロンブス               | 探検家               | 谷口敬           |
| 11 | ガウディ                 | 建築家               | 今谷鉄柱         |
| 12 | ナイチンゲール           | 看護教育学者         | 桑原晶           |
| 13 | 宮沢賢治                 | 作家・詩人           | 山崎浩           |
| 14 | キリスト                 | キリスト教開祖       | 馬場民雄         |
| 15 | 諸葛孔明                 | 軍師                 | 沢田一           |
| 16 | ガリレオ                 | 学者                 | ふくやまけいこ   |
| 17 | マルコ・ポーロ           | 旅行家               | 佐藤ヒロシ       |
| 18 | 手塚治虫                 | 漫画家               | 甘夏柑子         |
| 19 | ナポレオン               | フランス皇帝         | イセダイチケン   |
| 20 | アイルトン・セナ         | F1ドライバー         | 六田登           |
| 21 | キング牧師               | 牧師・指導者         | 市川智茂         |
| 22 | 松下幸之助               | パナソニック創業者   | ヱビスヤ・ボンコ |
| 23 | アンナ・パヴロワ         | バレリーナ           | 佐々江典子       |
| 24 | スティーブ・ジョブズ     | Apple創業者のひとり  | 小林たつよし     |
| 25 | ベートーベン             | 音楽家               | 楠美マユラ       |
| 26 | 江戸川乱歩               | 推理作家             | みずはらけんじ   |
| 27 | ヘレン・ケラー           | 多重障がい者         | 逸架ぱずる       |
| 28 | ブッダ                   | 仏教開祖             | おおのじゅんじ   |
| 29 | ダーウィン               | 自然科学者           | 颯田直斗         |
| 30 | シェークスピア           | 劇作家               | 二星天           |
| 31 | ジャンヌ・ダルク         | 聖女                 | 桑原草太         |
| 32 | 本田宗一郎               | 本田技研工業創業者   | 城爪草           |
| 33 | チンギス・ハン           | モンゴル帝国皇帝     | 結賀さとる       |
| 34 | リンカーン               | アメリカ合衆国大統領 | 土方悠           |
| 35 | アガサ・クリスティ       | ミステリー作家       | キムラダイスケ   |
| 36 | 植村直己                 | 冒険家               | 柏葉比呂樹       |
| 37 | キュリー夫人             | 物理学者             | TOBI             |
| 38 | エリザベス1世            | イングランド女王     | 美樹本晴彦       |
| 39 | ピカソ                   | 芸術家               | 大富寺航         |
| 40 | ライト兄弟               | 飛行機の発明者       | いわさき砂也     |
| 41 | 安藤百福                 | 日清食品創業者       | 大富寺航         |
| 42 | 円谷英二                 | 特撮監督             | 樋口大輔         |
| 43 | ファーブル               | 昆虫学者             | ふる鳥弥生       |
| 44 | グリム兄弟               | 児童文学者           | 雪広うたこ       |
| 45 | アレクサンダー大王       | マケドニア王         | イケダイチケン   |
| 46 | ノーベル                 | ダイナマイトの発明者 | 富田安紀子       |
| 47 | ガンディー               | インド独立指導者     | 馬場民雄         |
| 48 | ガガーリン               | 宇宙飛行士           | 九条友淀         |
| 49 | アンネ・フランク         | 「アンネの日記」作者 | TNSK             |
| 50 | チェ・ゲバラ             | 革命家               | 安彦良和         |
| 51 | アンデルセン             | 童話作家             | 緒里たばさ       |
| 52 | カエサル                 | 古代ローマの指導者   | かのえゆうし     |
| 53 | 紫式部                   | 「源氏物語」作者     | まんだ林檎       |
| 54 | シュバイツァー           | 医者                 | 猪川朱美         |
| 55 | ショパン                 | 音楽家               | 吉岡榊           |
| 56 | パスツール               | 化学者               | 新井テル子       |
| 57 | 徳川家康                 | 戦国武将             | 細雪純           |
| 58 | モンゴメリ               | 「赤毛のアン」作者   | よしだもろへ     |
| 59 | ミケランジェロ           | 芸術家               | 成家慎一郎       |
| 60 | シートン                 | 博物学者             | 姫川明           |
| 61 | いわさきちひろ           | 絵本画家             | ふくやまけいこ   |
| 62 | アムンセン               | 探検家               | 烏丸匡           |
| 63 | 孫文                     | 革命家               | シヒラ竜也       |
| 64 | シュリーマン             | 考古学者             | よねやませつこ   |
| 65 | 山下清                   | 画家                 | みなもと悠       |
| 66 | ニュートン               | 学者                 | 清瀬のどか       |
| 67 | ダイアナ                 | 元イギリス皇太子妃   | 楠美マユラ       |
| 68 | ゴッホ                   | 画家                 | 隅田かずあさ     |
| 69 | 葛飾北斎                 | 浮世絵師             | 六田登           |
| 70 | トルストイ               | 小説家               | 藤井アシオ       |
| 71 | グレン・ミラー           | ジャズミュージシャン | 坂本あきら       |
| 72 | ワンガリ・マータイ       | 環境保護活動家       | やぶうちゆうき   |
| 73 | ハワード・カーター       | 考古学者             | 浦地コナツ       |
| 74 | ロバート・キャパ         | カメラマン           | 高山しのぶ       |
| 75 | 孔子                     | 儒教開祖             | 櫁屋涼           |
| 76 | オスカー・シンドラー     | 実業家               | 遊行寺たま       |
| 77 | ロックフェラー           | 実業家               | 由浦カズヤ       |
| 78 | 野口英世                 | 細菌学者             | 上田夢人         |
| 79 | クララ・シューマン       | ピアニスト           | 三上キャノン     |
| 80 | アームストロング         | 宇宙飛行士           | 藤原カムイ       |

この他、作品解説キャラクター（デザイン：吉田健一、作画：森ゆきなつ）を描いた『メリーノ!』が毎号掲載。

## 作品解説キャラクター
メリーノ・ド・パンパイプ
ヒツジ星の王子。地球の偉人を勉強するために地球を訪れ、ひょんなことから牧場家に居候することになる。立派な王を目指しているが、かなりのトラブルメーカー。ヒツジ星のアイテムが騒動を起こすこともしばしば。ヒツジ星とオオカミ星の関係が改善されたことで、ヒツジ星に戻るが、ヒツジ星で開発されたワープトンネルを用いて、牧場家での生活を再開。
牧場ヨーイチ（まきば ヨーイチ）
牧場家の長男。小学5年生。おっちょこちょいな性格。両親と妹との4人家族でマンション暮らし。メリーノを拾ってきた。
牧場マミ（まきば マミ）
牧場家の長女。小学3年生。しっかり者で兄のヨーイチやメリーノには手を焼いている。ヨーイチのことは「おにイ」と呼んでいる。
牧場マオ（まきば マオ）
牧場兄妹の母親。おっとりしていて優しい性格。メリーノやモヘアからも慕われている。ヨーイチとマミからは「ママ」、メリーノからは「ママ殿」、モヘアからは「ママ様」と呼ばれている。尚、マオの夫にしてヨーイチとマミの父親は正式に登場はしていない。
モヘア・ド・パンパイプ
ヒツジ星の王女でメリーノの姉。王女らしく気品溢れる女性だが、かなりの天然。
アンゴラ
メリーノに仕えるヤギの執事。とても有能。マッチョに変化することも可能。両親も登場した。
スタディ・ベル
ヒツジ星の自律式勉強道具で鈴の形をしている。その場に合った偉人の話を行う。お仕置き機能も付いており、初登場時は勉強をサボっていたメリーノにお仕置きした。
青空ウタコ（あおぞら ウタコ）
ヨーイチの同級生。裕福な家柄で育った令嬢で仕切り屋。ピアノを習っているが下手。
大木ダイチ（おおき ダイチ）
ヨーイチの同級生。ぽっちゃりマッチョが特徴な少年。女好きな一面もある。
大神ケン（おおがみ ケン）
マミの同級生。礼儀正しい性格。ブランカの息子だが、母が餓狼団として活動していることは知らずにいた。母の秘密を知った際には家出し、青空家に身を寄せるが、ヒツジ星とオオカミ星の関係が改善された後、両親やハカセと共にオオカミ星に戻ることにした。
ブランカ
オオカミ星人で構成された盗賊団「餓狼団（がろうだん）」のリーダーを務める女性にしてケンの母。普段は主婦として活動している。オオカミ星はヒツジ星とは同盟関係にあるが、友好的な「友ダ派（友だちかじるのダメ派）」とヒツジ星の民を捕食したい「かじり派（一口かじらせろ派）」に分かれており争いが続いている。「かじり派」の餓狼団は王子のメリーノを誘拐してヒツジ星との交渉に使おうとしているが、毎回誘拐には失敗しており、餓狼団の活動費用はままならない。最終的には夫・プーティンの説得によりヒツジ星と和解する。
ハカセ
餓狼団の一員。ハカセの名の通り発明家。地球の発明品にも興味を示す。ブランカに恋心を抱いていたため、彼女が子持ちであることを知ったときはショックを隠せなかった。
プー
餓狼団の一員。のんびり屋で食いしん坊。語尾に「プー」を付ける。その正体はオオカミ星の大統領にしてブランカの夫の「プーティン」友ダ派とかじり派のどちらが正しいかを見極めるために正体を隠して活動していた。オオカミ星が新種の病気により滅亡の危機に瀕した際に、ヒツジ星で開発された薬に助けられたことから、プーティンに戻り、ヒツジ星と和解する。
メリーノ・ド・パンパイプⅠ世
メリーノの先祖。オオカミ星にヒツジ星の羊毛を売り、オオカミ星からは工芸品を購入し、互いの星を発展させていった。